# Les Pensées sauvages
Les pensées sauvages est un roman français de Marc Durin-Valois paru en 2011.
« Mené d'une main de maître par un Durin-Valois à son meilleur, incisif, nerveux, inspiré. Et roman composite aussi : à la fois tableau d'une certaine jeunesse déboussolée et fable contemporaine sur toutes les illusions perdues… » (Livres-Hebdo/Jc Perrier)
« Nous n'avons pas une seule identité, mais des identités multiples. C'est ce que rappelle l'écrivain Marc Durin-Valois dans son cinquième roman. Une analyse très fine et subtile d'une génération ». (France Info/Philippe Vallet)
« Antonin, le héros de Marc Durin-Valois, ressemble à un personnage de Pasolini : même séduction vénéneuse, même goût pour la destruction et la mort. Pour l’amour charnel aussi. L'écriture, poétique, est d'une rare justesse d'évocation. On se prend à désirer que ce jeune homme pathétique, mais sympathique réussisse à se tirer du guêpier où il s'est fourré ». (Valeurs Actuelles/Stéphanie Leclair de Marco)
« Ivre de liberté, un jeune homme se cherche, au risque de se perdre. Une quête de sens - et de sensualité- servie par une plume de toute beauté... »
(Karen Isère/Télé 7 jours)
« Marc Durin-Valois Marc compose le tableau littéraire d’une jeunesse en errance, séduite par la destruction et la mort. À lire en écoutant la sonate en si mineur de Liszt" (C.Gonzalez/radio suisse romande)
« L'atmosphère, étouffante, intrigue et envoûte » (L'Est Éclair)